# کیم کلودیا
کیم سو هیون (به کره‌ای: 김수현، به انگلیسی: Kim Soo-hyun، زاده ۲۵ ژانویه ۱۹۸۵) بازیگر آمریکایی متولد کره جنوبی است. بیشتر او را به عنوان کیم کلودیا می‌شناسند. او با بازی در سریال بیمارستان چونا در ایران شناخته شد.

## فیلم‌شناسی
- مارکو پولو (۲۰۱۴)
- آماده به کار (۲۰۱۲) (MBC)
- بیمارستان چونا (۲۰۱۱) (KBS2)
- شهر عاشقان (۲۰۱۱) (KBS2)
- ملکه بازی (۲۰۰۶) (MBC)
- هیولا (۲۰۱۶)
- جانوران شگفت‌انگیز: جنایات گریندل‌والد (۲۰۱۸)
- موجود گیونگ‌سونگ (۲۰۲۳)